# 모차르트 오페라 록

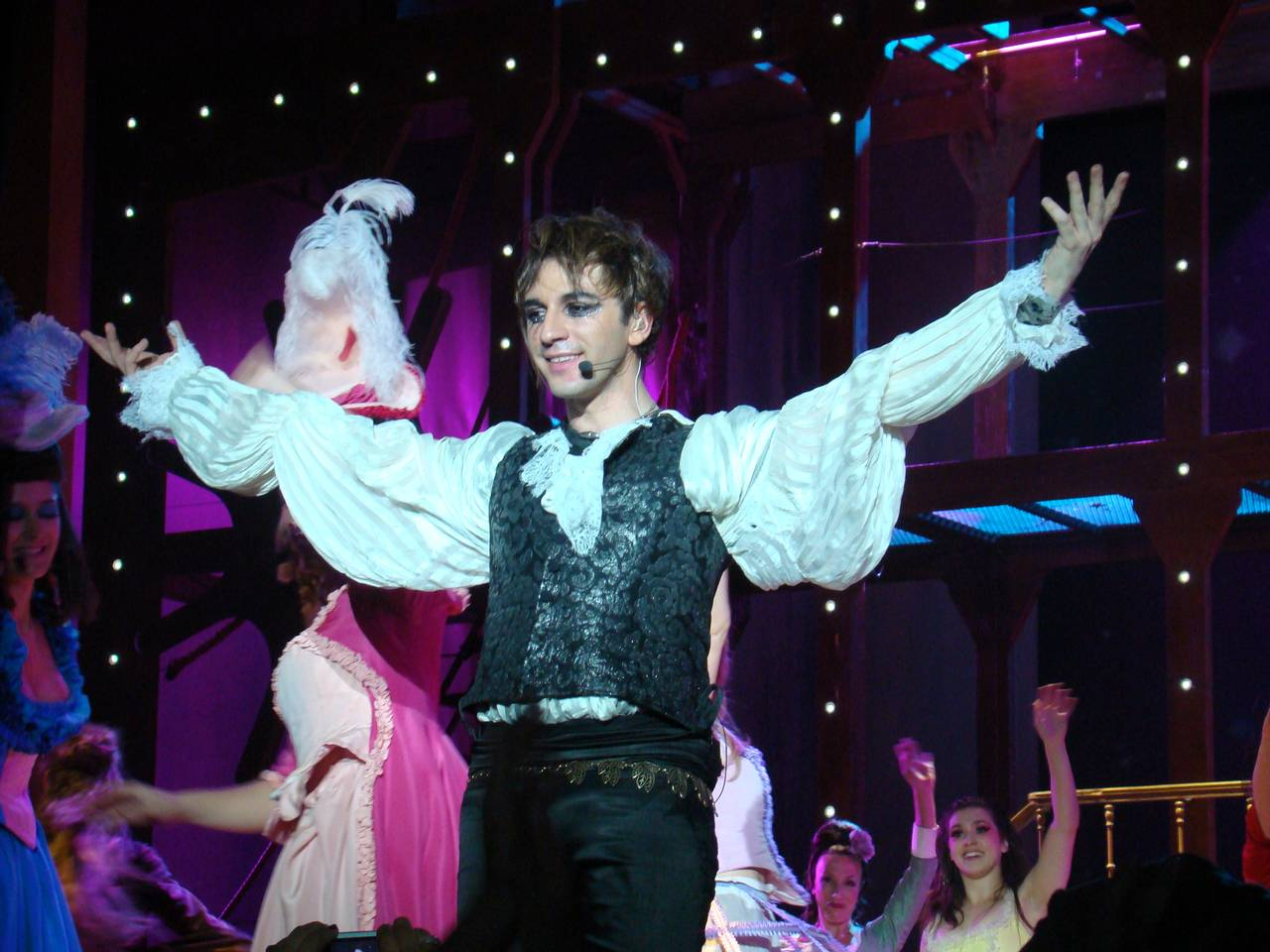
리드 가수인 미켈란젤로 로콩테의 공연하는 모습

모차르트 오페라 록(프랑스어: Mozart, l'opéra rock)은 1789와 태양왕의 제작자 도브 아티에의 프로듀싱, 올리비에 다한이 감독한 프랑스의 뮤지컬이다. 2009년 9월 11일 초연되었다.